# Lei de Inteligência Artificial do Estado de Goiás
A Lei de Inteligência Artificial do Estado de Goiás é um marco legal instituído pela Lei Complementar nº 205/2025, de 19 de maio de 2025 que cria mecanismos de regulação e incentivos à inteligência artificial, estabelecendo a Política Estadual de Fomento à Inovação em Inteligência Artificial de Goiás.
Trata-se do primeiro marco legal abrangente no Brasil voltado exclusivamente à inteligência artificial, tornando Goiás pioneiro na regulamentação sistemática do tema. Aprovada e sancionada antes da existência de uma norma nacional específica, a lei posiciona o estado como referência na promoção de inovações tecnológicas sustentáveis e inclusivas, preenchendo uma lacuna normativa enquanto o país ainda discute a regulação federal da IA.

## Elaboração e aprovação da Lei
A elaboração da lei teve como ponto de partida a consulta pública O queremos da IA?, iniciativa realizada desde junho de 2024 com a coordenação de Ronaldo Lemos por meio do Instituto de Tecnologia e Sociedade do Rio de Janeiro (ITS Rio), em parceria com a Associação Brasileira de Internet (Abranet) e a Campus Party.
Apresentada como de autoria da Governadoria e da deputada estadual Bia de Lima (PT), a proposta foi assinada em 13 de maio de 2025 pelo governador Ronaldo Caiado (UB), e encaminhada como Projeto de Lei Complementar nº 15/2025 a Assembleia Legislativa do Estado de Goiás (Alego). Lá tramitou sob o número de processo 11324/2025. Foi aprovado em duas votações, realizadas nos dias 13 e 14 de maio de 2025, com 21 votos favoráveis e nenhum contrário.
No dia 19 de maio de 2025, o governador Ronaldo Caiado (UB) sancionou a proposta, que foi publicada na mesma data no Diário Oficial do Estado como Lei Complementar nº 205, de 19 de maio de 2025.

## O texto normativo
A Lei Complementar nº 205/2025 do Estado de Goiás é composta por 79 artigos distribuídos em 15 capítulos. A legislação aborda temas como infraestrutura digital estratégica, ética e governança da IA, capacitação profissional, aplicação da IA em setores públicos, sustentabilidade ambiental e inovação responsável. A lei enfatiza a importância de garantir a segurança e a privacidade dos dados e o respeito aos direitos dos cidadãos e prioriza o desenvolvimento de modelos abertos de inteligência artificial (open source).
Os principais pontos da lei incluem:

### Governança e estrutura institucional
A lei institui o Núcleo de Ética e Inovação em IA (NEI-IA), órgão consultivo multissetorial responsável por promover a governança ética, técnica e sustentável da IA no estado. O NEI-IA terá, entre outras atribuições, a função de coordenar o Sandbox Estadual Permanente de IA e o Sandbox para Agentes Autônomos, ambientes regulatórios experimentais voltados ao desenvolvimento e a testagem de soluções tecnológicas com segurança jurídica.

### Infraestrutura digital e sustentabilidade
A legislação estimula a instalação de data centers e infraestruturas digitais estratégicas, com prioridade para fontes renováveis de energia, como o biometano, visando à eficiência energética, à transição ecológica justa e à mitigação de impactos ambientais. Estabelece requisitos como licenciamento ambiental, reaproveitamento de água e controle térmico.

### Transparência
Estabelece condições de transparência, auditabilidade e responsabilidade em suas iniciativas, além de mecanismos de avaliação, como audiência pública após quatro anos de vigência da lei.

### Multissetorialismo e participação pública colaborativa
Estabelece mecanismos para sua própria atualização por meio de participação pública. Veda que o poder público constitua comissões com somente uma categoria profissional, como as formadas apenas por advogados, para tratar de questões relacionadas à inteligência artificial com fins legislativo e regulatórios, diferenciando-se do processo legislativo da lei federal, cujo texto inicial foi elaborado por uma comissão formada apenas por advogados.

### Educação e capacitação
Prevê a criação do programa “IA nas Escolas”, com a introdução da IA como componente eletivo ou transversal na rede pública estadual. A lei também determina o fortalecimento da formação técnica e superior, com ampliação de cursos relacionados à IA e parcerias com o Sistema S. Estabelece ainda ações de formação continuada de professores, requalificação profissional e inclusão produtiva de grupos vulneráveis. Fica instituído também o "Centro Estadual de Computação Aberta e Inteligência Artificial", uma infraestrutura digital estratégica dedicada ao treinamento, ao desenvolvimento e à pesquisa na IA aberta, em colaboração com o Centro de Excelência em Inteligência Artificial (CEIA), da Universidade Federal de Goiás.

### Fomento à pesquisa e inovação
A norma incentiva a produção de conteúdos educacionais abertos, o uso de software livre e modelos de código aberto, e parcerias entre o poder público, instituições de ensino, setor produtivo e sociedade civil. Fica instituída a criação dos "Programa Estadual de Incentivo à Inteligência Artificial Aberta" e "Prêmio Anual Goiás Aberto para a Inteligência Artificial", que visam reconhecer e fomentar financeiramente projetos inovadores alinhados aos valores da lei.

### Saúdee segurança pública
A lei autoriza o uso da IA na gestão de serviços públicos para simplificar e automatizar os processos administrativos e burocráticos, aumentar a eficiência operacional das instituições públicas, bem como na distribuição de recursos, insumos e profissionais.  São objetivos específicos da aplicação da IA no serviço publico o fortalecimento da vigilância epidemiológica e vigilância sanitária, bem como o monitoramento em tempo real de áreas de risco, visando a proteção da população.

### Meio ambiente e mudanças climáticas
A lei fomenta o uso da IA para monitoramento em tempo real de recursos naturais, modelagem preditiva de desastres climáticos, gestão inteligente de resíduos e apoio a políticas climáticas baseadas em dados abertos.

### Diplomacia tecnológica
Cria a “Diplomacia Estadual para Tecnologia e Inteligência Artificial”, com o objetivo de promover acordos internacionais, cooperação científica e posicionar Goiás como referência global em governança ética e inovação.

### Diretrizes éticas e legais
A lei determina que todas as ações devem observar os princípios éticos, técnicos e legais nacionais e internacionais, com menção expressa à OCDE e à UNESCO.

## Ligações Externas
- Lei Complementar nº 205, de 19 de maio de 2025
- Projeto de Lei Complementar nº 15/2025
- Tramitação do Projeto de Lei Complementar 15/2025 sob o nº de processo 11324/2025
- Primeira votação sobre o processo 11324/2025 em 13 de maio de 2025
- Segunda votação sobre o processo 11324/2025 em 14 de maio de 2025